# Alesana Tuilagi
Pour les articles homonymes, voir Tuilagi.

a Compétitions nationales et continentales officielles uniquement.

b Matchs officiels uniquement.
Dernière mise à jour le 2 octobre 2018.
Alesana Tiafau Tuilagi, né le 24 février 1981 à Fogapoa (Samoa), est un joueur de rugby à XV, qui joue avec l'équipe des Samoa, évoluant au poste d'ailier ou de centre.
Ses frères Feretti, Henry, Anitele'a et Sanele Vavae jouent ou ont joué pour l'équipe des Samoa alors que le benjamin des frères, Manu, lui, joue avec la sélection nationale anglaise.

## Carrière

### En club
À Parme, où Alesana Tuilagi joue pendant deux saisons, il est le deuxième meilleur marqueur d'essais du championnat pour la saison 2003-2004, avec 12 essais marqués sur la saison. Il aide l'équipe à atteindre les demi-finales de la compétition nationale et du Bouclier européen.
Il rejoint ensuite les  Leicester Tigers en Angleterre, avec qui il est finaliste de Premiership en 2005, 2006 et 2008. Il est champion d'Angleterre avec Leicester Tigers en 2007, et inscrit un doublé lors de la finale. Il impressionne toute la saison, au point de le comparer à la légende Jonah Lomu. Il remporte ce titre à nouveau en 2009 et 2010 avec Leicester. Il est également vice-champion d'Europe avec le club anglais en 2009, après avoir perdu la finale contre le Leinster 16 à 19.
Tuilagi connaît la meilleure saison de sa carrière en 2010-2011, quand il termine la saison comme meilleur marqueur d'essais du club et comme meilleur marqueur d'essai du championnat pour la première fois. Le Samoan inscrit 17 essais toutes compétitions confondues, dont 13 en Premiership.
Il rejoint ensuite le club japonais de Shining Arcs en 2012 où il reste deux ans, puis retourne en Angleterre, à Newcastle en 2014,.
En janvier 2017 il s'engage avec le RC Toulon en tant que joker médical de l'ailier français Vincent Clerc,. À son arrivée, il n'est cependant pas prêt à jouer. Finalement, il ne participe qu'à deux rencontres de Top 14 avant de mettre un terme à sa carrière.

### En équipe nationale

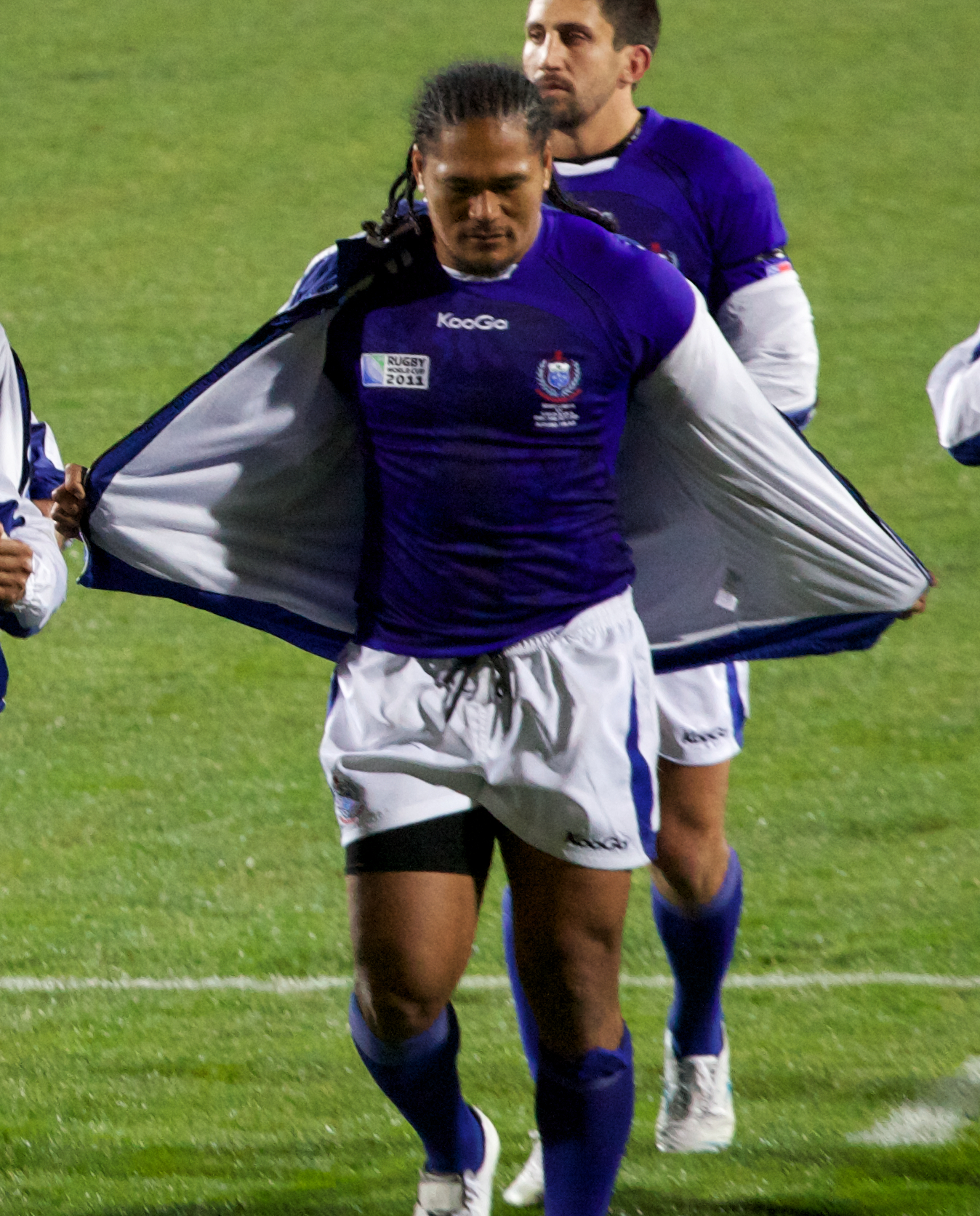
Alesana Tuilagi à la Coupe du Monde 2011

Alesana Tuilagi compte 37 sélections avec l'équipe des Samoa au cours desquels il a marqué 18 essais soit un total de 90 points. Il obtient sa première cape internationale le 22 juin 2002, à l’occasion d’un match contre l'équipe des Fidji. Lors d'un test-match perdu contre l'Angleterre 40 à 3 en novembre 2005, il est expulsé pour un placage dangereux sur un joueur en extension (Mark Cueto), prélude d'une bagarre générale. Il est suspendu six semaines. 
Alesana Tuilagi participe à trois éditions de la coupe du monde. Il débute dans cette compétition en 2007 où il dispute quatre rencontres, contre l'Afrique du Sud, les Tonga, l'Angleterre et les États-Unis, inscrivant un essai lors de cette dernière rencontre. En 2011, il joue contre la Namibie, le pays de Galles, les Fidji et l'Afrique du Sud. Lors de la rencontre face à la Namibie, il réussit un triplé. En 2015, il joue les États-Unis, l'Afrique du Sud et le Japon. Au total, il inscrit quatre essais en coupe du monde.
Alesana Tuilagi et les Samoa signent une victoire historique contre l'Australie le 17 juillet 2011 sur le score de 32 à 23 en test-match au stade olympique de Sydney, la première contre les Wallabies en cinq confrontations depuis 1991, Tuilagi marquant un essai lors de cette rencontre historique.
Alesana Tuilagi dispute également une rencontre avec les Pacific Islanders en 2006 à Lansdowne Road contre l'Irlande.